# Glyphoglossus
Glyphoglossus es un género de anfibios anuros de la familia Microhylidae. Las ranas de este género se distribuyen por el sudeste asiático.

## Especies

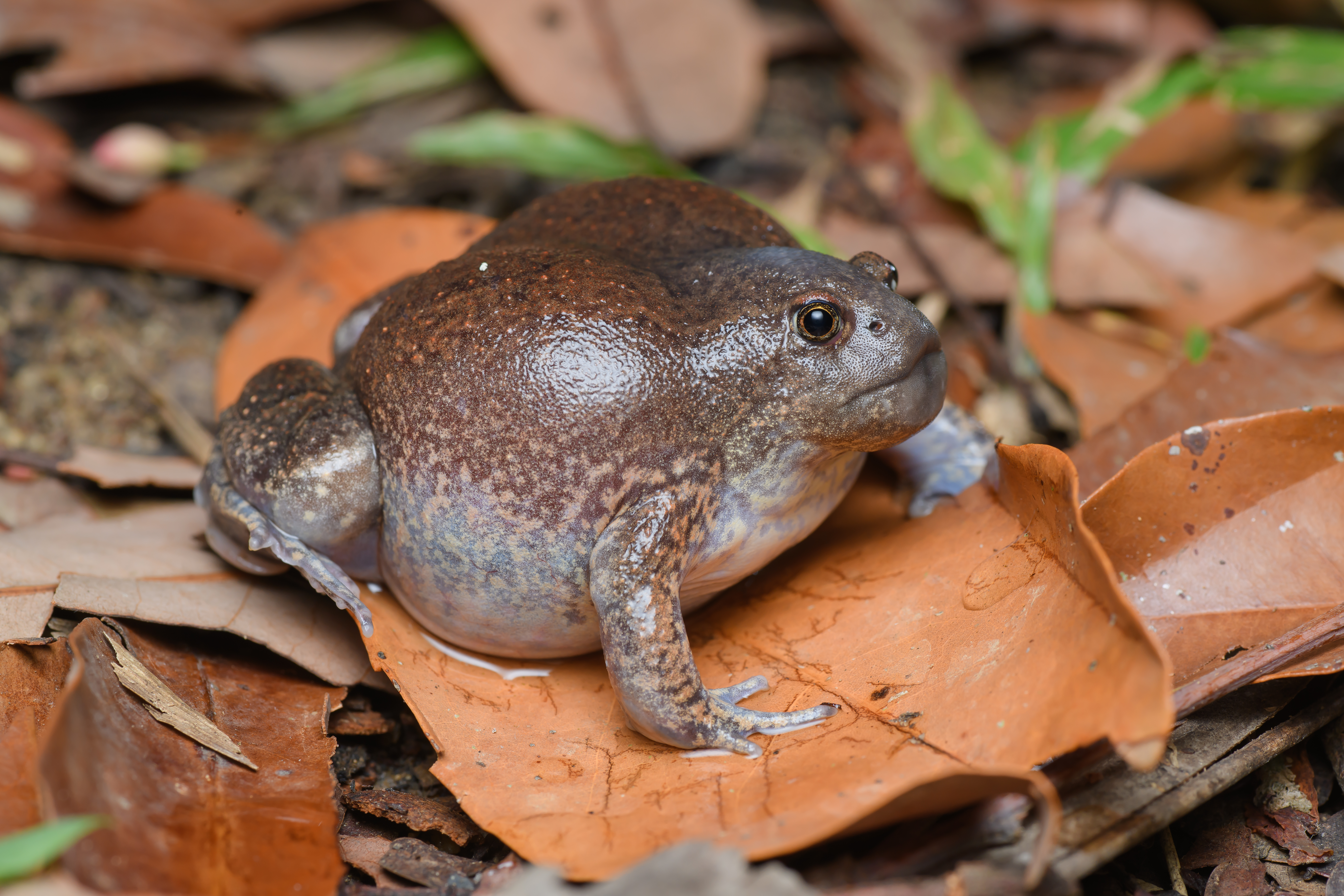
Glyphoglossus molossus

Se reconocen las siguientes nueve especies:
- Glyphoglossus brooksii (Boulenger, 1904)
- Glyphoglossus capsus (Das,Min, Hsu, Hertwig & Haas, 2014)
- Glyphoglossus flavus (Kiew, 1984)
- Glyphoglossus guttulatus (Blyth, 1856)
- Glyphoglossus minutus (Das, Yaakob, & Lim, 2004)
- Glyphoglossus molossus Günther, 1869
- Glyphoglossus smithi (Barbour & Noble, 1916)
- Glyphoglossus volzi (Van Kampen, 1905)
- Glyphoglossus yunnanensis (Boulenger, 1919)